# Honda Stream
La Honda Stream è un'automobile monovolume prodotta dalla casa automobilistica giapponese dal 2000 al 2014.

## La prima serie
La Honda presentò il modello nell'ottobre 2000 per una messa in vendita immediata; si trattava di una monovolume con 7 posti di cui la casa sottolineava il carattere sportivo.
Basata sulla stessa piattaforma che già equipaggiava la Honda Civic, era dotata di propulsori di 1,7 e 2,0 litri e di cambio automatico (il cambio manuale venne offerto solo su alcuni mercati); inizialmente disponibile con la sola trazione anteriore, dall'inizio del 2001 venne resa disponibile anche nella versione a trazione integrale.
Nel 2001 venne sottoposta ai crash test dell'Euro NCAP totalizzando il punteggio di 4 stelle.
Restò in produzione, con un lieve restyling intermedio nel 2004, fino al 2006.

## La seconda serie

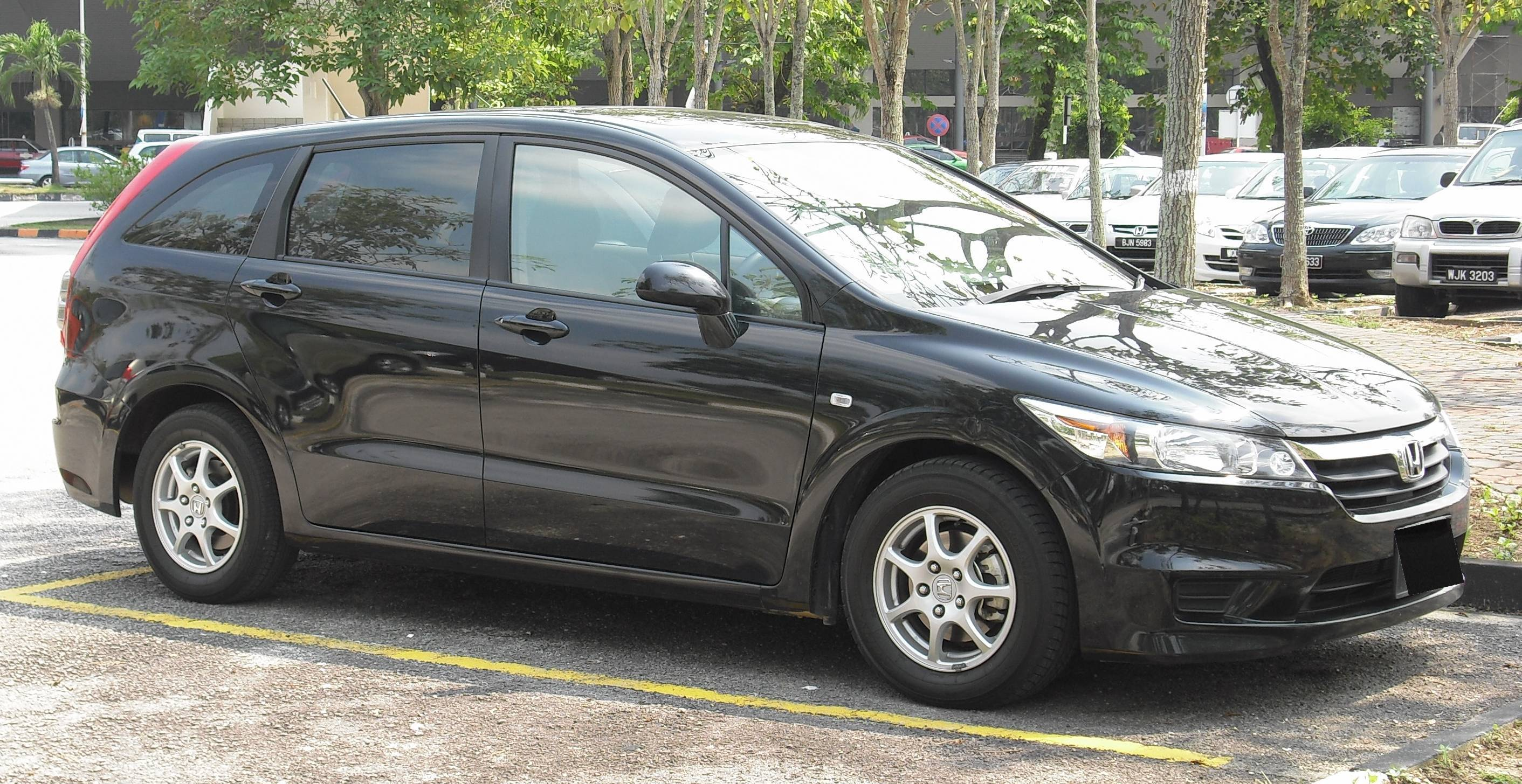
Stream seconda serie

La seconda serie, riservata quasi esclusivamente ai mercati asiatici, è stata presentata nel luglio 2006; con dimensioni quasi invariate rispetto alla prima serie e un passo aumentato di 20 mm, offriva delle nuove motorizzazioni, in questo caso da 1,8 litri che erogava circa 100 kW dotato di un cambio automatico a 5 rapporti e da 2,0 litri erogante circa 110 kW con un nuovo cambio CVT a 7 rapporti. Restava disponibile in alcuni mercati anche la possibilità di avere un cambio manuale a 5 rapporti.
L'architettura generale restava pressoché invariata, con la disponibilità di trazione anteriore e integrale. Dal 2009 venne messa in vendita anche la versione con soli 5 posti, senza la terza fila di sedili.
Vi furono anche delle indiscrezioni di stampa che preannunciavano delle versioni ibride per la Stream, ma non vi furono seguiti commerciali.
Venduta soprattutto sui mercati asiatici, la Stream è uscita dai cataloghi Honda nel 2014, sostituita dalla Honda Jade.